# Yano Daisuke
Daisuke Yano (sinh ngày 26 tháng 10 năm 1984) là một cầu thủ bóng đá người Nhật Bản.

## Sự nghiệp câu lạc bộ
Daisuke Yano đã từng chơi cho Gamba Osaka, Sagan Tosu và Roasso Kumamoto.